# Río Pliego
El río Pliego es un río del sureste de la península ibérica perteneciente a la cuenca hidrográfica del Segura que discurre íntegramente por la Región de Murcia (España). 

## Curso
El Pliego nace de la unión de diversos arroyos y ramblas que drenan la vertiente norte de Sierra Espuña y la oriental de la Sierra del Cambrón, tales como los barrancos de Malvariche, el Horcajo, la Hoz y las ramblas del Calvillo, el Huérfano, el Carrizo, etc. Al pasar por las proximidades del núcleo urbano de Pliego, del que recibe el nombre, su caudal queda regulado a través de una presa. Desemboca en el Río Mula a la altura de la localidad de Puebla de Mula.
Está declarado como lugar de importancia comunitaria (LIC). También está propuesto en la red Natura 2000.